# Sikeston
Sikeston é uma cidade localizada no estado americano de Missouri, no Condado de New Madrid e Condado de Scott.

## Demografia
Segundo o censo americano de 2000, a sua população era de 16.992 habitantes.
Em 2006, foi estimada uma população de 17.164, um aumento de 172 (1.0%).

## Geografia
De acordo com o United States Census Bureau tem uma área de
46,9 km², dos quais 46,5 km² cobertos por terra e 0,4 km² cobertos por água.

## Localidades na vizinhança
O diagrama seguinte representa as localidades num raio de 16 km ao redor de Sikeston.